# München Mord: Leben und Sterben in Schwabing
Leben und Sterben in Schwabing ist ein deutscher Fernsehfilm von Sascha Bigler aus dem Jahr 2019. Es handelt sich um die achte Folge der Kriminalfilmreihe München Mord mit Bernadette Heerwagen, Alexander Held und Marcus Mittermeier in den Hauptrollen. Die Erstausstrahlung erfolgte am 18. Mai 2019 im ZDF. ORF-Premiere war am 28. Juni 2025.

## Handlung
Im Münchner Stadtteil Schwabing wird Armin Riester tot aufgefunden. Das Opfer wurde mit einem Blumendraht erdrosselt und an eine Straßenlaterne gebunden. Die drei Ermittler Angelika Flierl, Harald Neuhauser und Ludwig Schaller finden heraus, dass Riester in Schwabing Häuser geerbt und in seiner Profitgier alteingesessene Mieter vertrieben hatte. Dies hatte teilweise existenzielle Folgen für die Betroffenen. Zu den Verdächtigen zählt Lukas Gutsch, dessen Eltern von Riester gekündigt wurden, was Gutsch senior derart aufregte, dass er bald danach einem Herzinfarkt erlag. Ebenso gehören Antiquariatsbesitzer Fridolin Kitzing und seine Tochter Mia, die den Toten fand, zu den Verdächtigen sowie der Wirt Thorsten Schuck, der sein Lokal „Landvogt“ aufgrund von Riesters Maßnahmen nicht wird halten können.
Bei den Ermittlungen stoßen Flierl, Neuhauser und Schaller aber auch immer wieder auf Rudolf Fallmerayer, genannt „Türken-Rudi“ (benannt nach der Türkenstraße), ein Stadtoriginal und Altschwabinger Rocker mit eigener Band namens „Max V“ (benannt nach der Maxvorstadt). Zur Rockband gehören auch Heinzi und Girgl. Riester bandelte zu Lebzeiten mit Sara Berghof an, der Tochter von Gutschs Freundin, was deren Mutter Amalie und ihrem Großvater, dem Türken-Rudi, allerdings sehr missfiel. Laut Türkenrudi habe Riester aber auch eine soziale Ader gehabt und sich finanziell um einen querschnittgelähmten Freund in der Schweiz gekümmert.
Der Blumendraht, mit dem Riester ermordet wurde, stammt möglicherweise aus dem Blumenladen von Blumenhändlerin Jacobi, die mit Türkenrudi liiert ist. Außerdem werden Fingerabdrücke von Gutsch in der Wohnung von Riester gefunden, Gutsch hat außerdem für die Tatzeit kein Alibi und wird daher vorübergehend festgenommen.
Flierl, die sich privat im „Landvogt“ mit dem Wirt Thorsten Schuck treffen wollte, wird dort niedergeschlagen und Schuck tot aufgefunden. Neuhauser geht davon aus, dass die beiden Morde zusammenhängen, während Flierl und Schaller dies zunächst bezweifeln. In der Wohnung von Riester werden neben Gutschs Fingerabdrücken auch die von Fallmerayer gefunden. Schaller vermutet daher, dass Fallmerayer den Blumendraht in der Mordnacht für seine beiden Bandkollegen Heinzi und Girgl hinterlassen hat, um ihnen damit ein eindeutiges Zeichen zu geben. Bei ihrer Vernehmung geben die beiden an, Riesters Wohnung in dessen Beisein im Auftrag von Rudi verwüstet zu haben, um Riester einzuschüchtern. Die Situation sei eskaliert und Heinzi habe Riester mit dem Blumendraht erdrosselt. Beide hätten Riester anschließend an die Laterne gebunden, und Mia Kitzing habe sie dabei zufällig beobachtet, als sie ihren Hund ausgeführt habe. Heinzi gibt zu, im Affekt auch Thorsten Schuck erschlagen zu haben, weil dieser sein Lokal an eine Burgerkette verkaufen wollte und damit der Band die Auftrittsmöglichkeit abhandengekommen wäre. Im Grunde gibt Schaller Türkenrudi die Schuld an den Morden – auch wenn er selbst nicht Hand angelegt hatte, so hatte er seine Bandkollegen derart beeinflusst, dass sie meinten, es ihm durch ihre Aktivitäten recht machen zu müssen.

## Produktion
Die Dreharbeiten fanden gemeinsam mit dem siebenten Teil Die ganze Stadt ein Depp vom 4. Oktober bis zum 11. Dezember 2017 statt. Produziert wurde der Film von der TV60Filmproduktion, beteiligt war das ZDF.
Für das Szenenbild zeichnete Michael Björn Köning verantwortlich, für den Ton Rainer Plabst, für das Kostümbild Theresia Wogh und für das Maskenbild Martine Flener und Judith Müller.

## Rezeption

### Kritiken
Rainer Tittelbach von tittelbach.tv schrieb, dass über die Hintertür eines Krimis in einen Generationskonflikt und Kulturkampf gezielt werde. Das Autorenduo beweise dabei Haltung, schwöre den Zuschauer aber nicht billig auf Kulturpessimismus und Melancholie ein. Man spüre ein bisschen Wehmut und zugleich viel Energie, die in der Inszenierung mit ihren surrealen Momenten stecke.
Wilfried Geldner befand im Weser-Kurier, dass der Regisseur keinen Platz, keine Straße und keine Kneipe in West-Schwabing als Location ausgelassen habe. Die Cafés, Kneipen und Antiquitätenläden gäben illustre Schauplätze ab, dass die Tatverdächtigen und Zeugen sich darin „wie in einem Wimmelbild“ bewegten. Wenn alles gar zu traurig werde, würden kabarettistische Momente helfen. „Derweil reißen im wirklichen Leben die Bagger in Schwabing weiter ihre Lücken in die Straßen hinein. Fast scheint es, als sei der Film um Monate oder Jahre zu spät gekommen.“

### Quote
In Deutschland sahen den Film bei Erstausstrahlung 4,98 Millionen Personen, der Marktanteil betrug 18,3 Prozent.